# Marusha

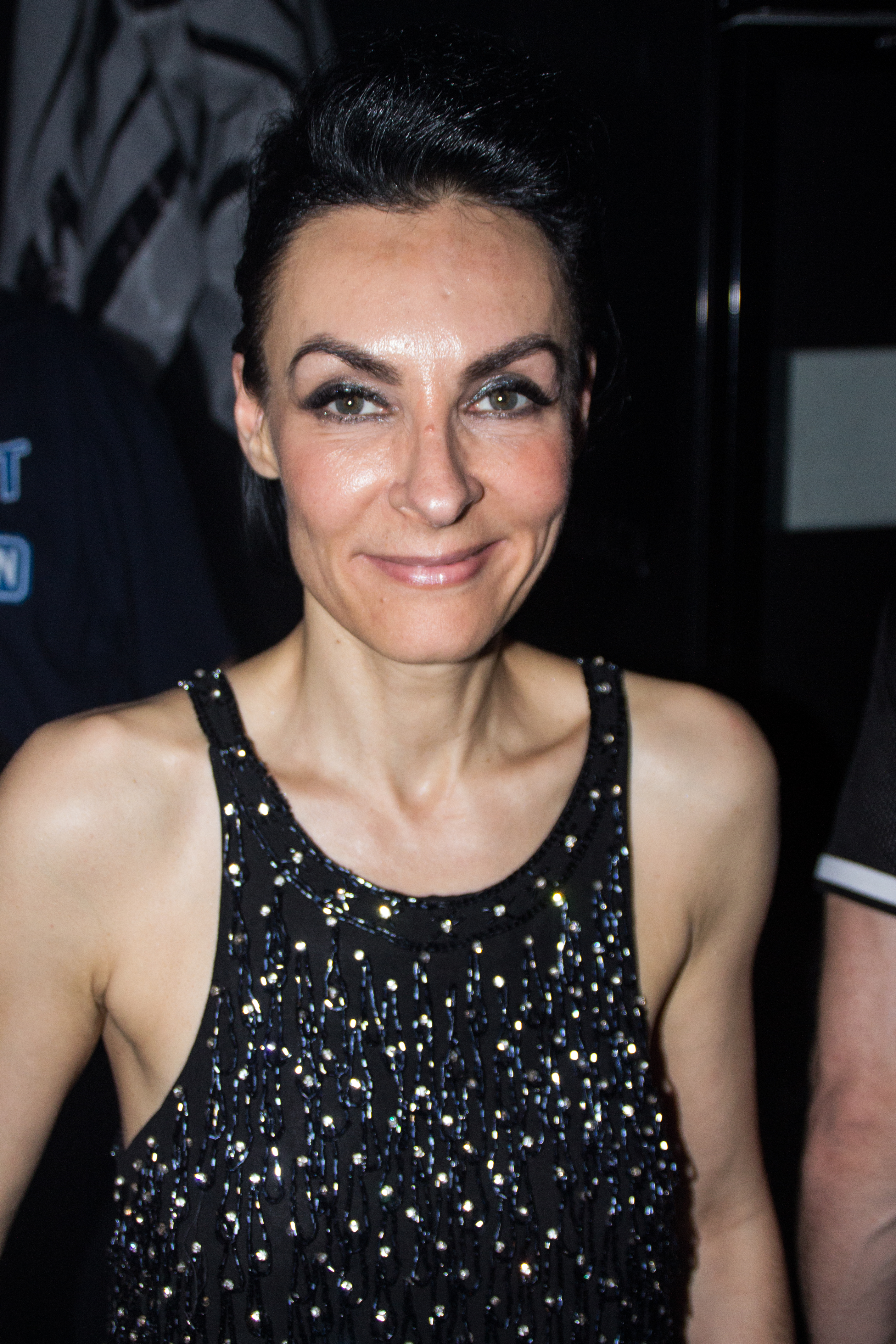
Marusha auf dem Berlin Summer Rave (2015)

Marusha Aphrodite Gleiß (zwischen 1972 und 1991 Marion Gleiß; * 18. November 1966 in Nürnberg), kurz Marusha, ist eine deutsch-griechische DJ. Sie ist Moderatorin, Musikproduzentin und Schauspielerin und eine Vertreterin der elektronischen Musik.

## Leben

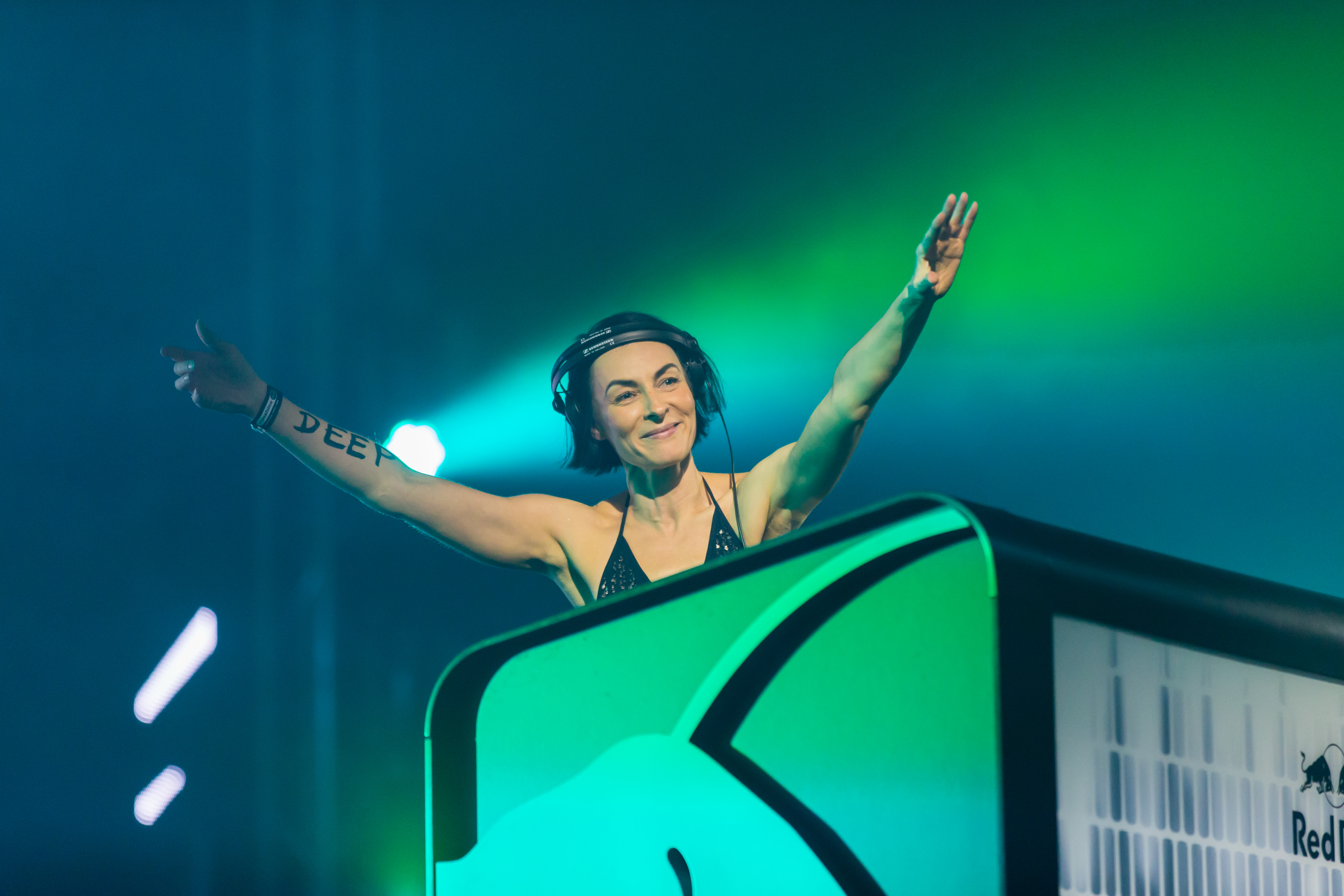
Marusha bei Sunshine Live – Die 90er Live on Stage (2014)

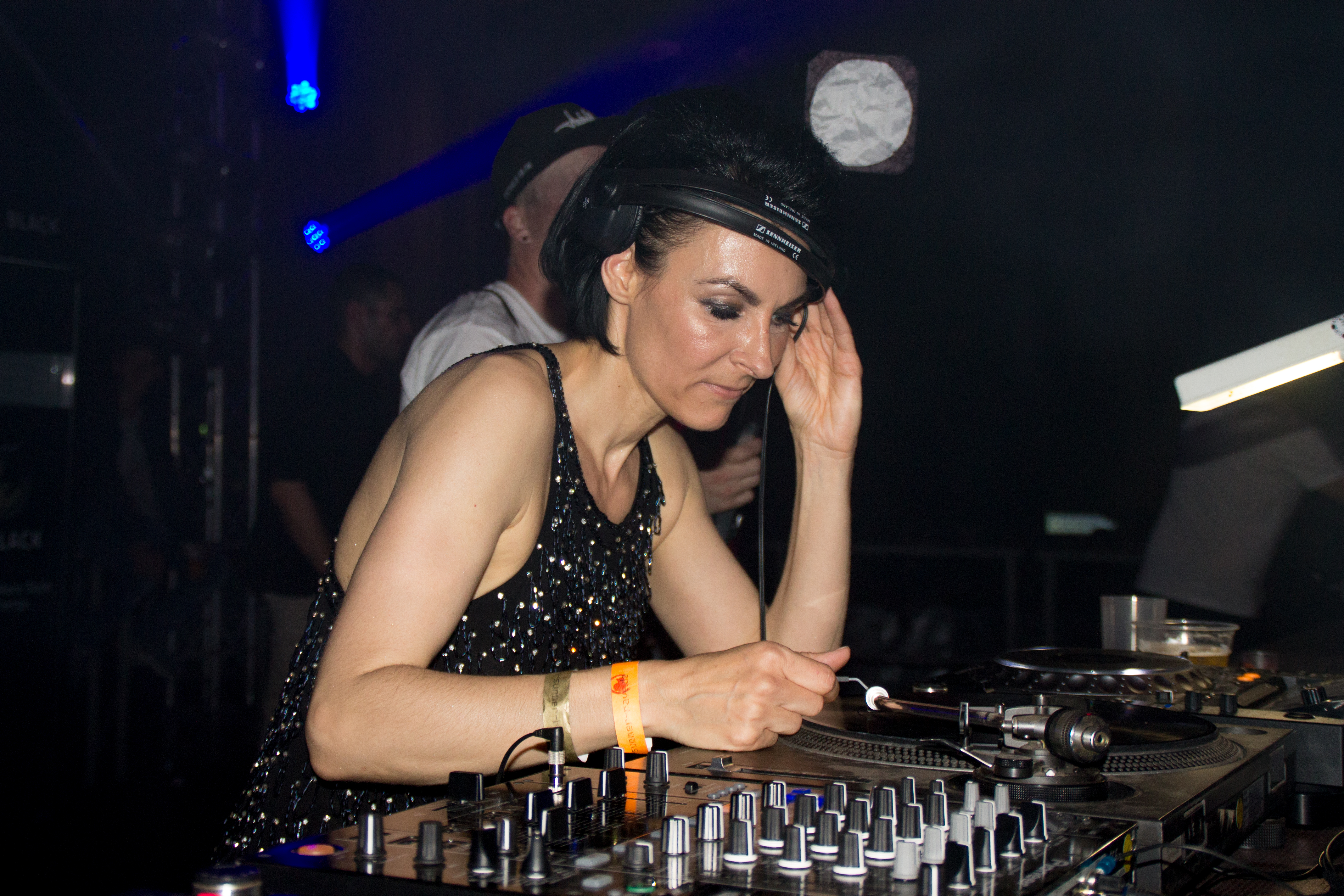
Marusha beim Berlin Summer Rave (2015)

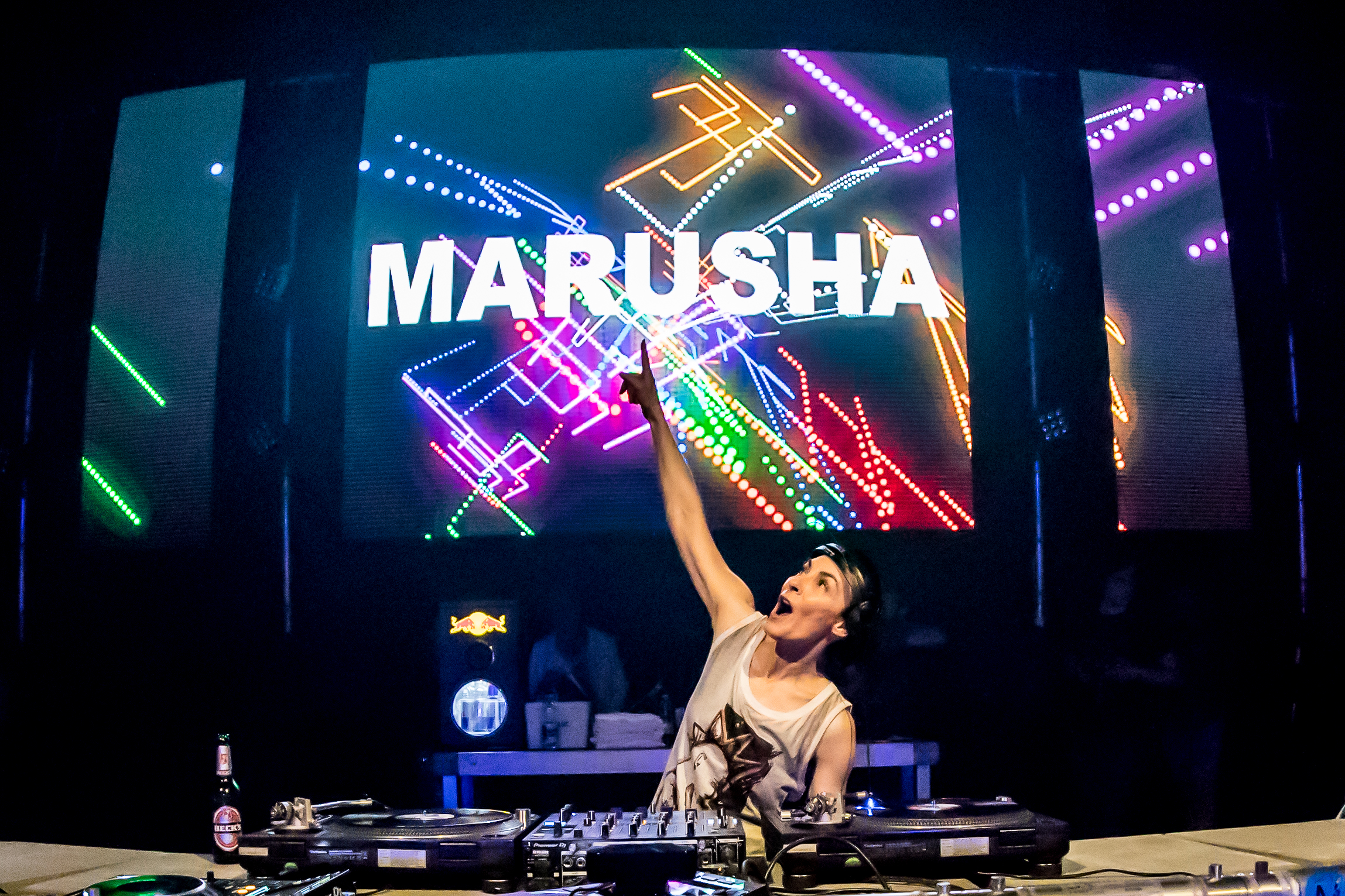
Marusha bei Sunshine Live Retroactive in Mannheim (2017)

Marusha Gleiß’ Vater ist Deutscher, ihre Mutter Griechin. Bis zu ihrer Einschulung in Deutschland wuchs Marusha bei ihrer Großmutter in Griechenland auf. Mit dem Umzug nach Deutschland musste sie sich kurzzeitig den Namen Marion Gleiß in ihren Ausweis eintragen lassen, da der Vorname Marusha zu diesem Zeitpunkt im deutschen Namenbuch nicht anerkannt wurde. Erst mit der Abschaffung der entsprechenden Gesetzesvorschrift Anfang der 1990er Jahre konnte sie ihren eigentlichen Namen offiziell annehmen. 1989 eröffnete die gelernte Industriekauffrau das One als ersten Techno-Club in ihrer Heimatstadt Nürnberg.
Über William Röttger, den sie erfolglos um ein Booking von WestBam für einen ihrer Raves gebeten hatte, kam sie in Kontakt zum Label Low Spirit. Röttger vermittelte Marusha dann auch an den noch existenten DDR-Radiosender DT64, daraufhin zog sie nach Berlin. Einige Jahre war sie mit WestBams Bruder Fabian Lenz (DJ Dick) liiert.
Im November 1990 ging Marusha – anfänglich schrieb sie sich noch Maruscha – erstmals mit Dancehall bei DT64 auf Sendung. Dancehall war eine der ersten Techno-Musik-Sendungen im deutschen Radio. Nachdem DT64 eingestellt worden war, entstand 1992 Rockradio B. Im selben Jahr wurde die Sendung in Rave Satellite umbenannt. Aus Rockradio B vom ORB und dem Jugendsender vom SFB namens Radio 4 U wurde dann wiederum im Jahr 1993 das gemeinsame Radio Fritz. Weiterhin moderierte sie das von ihr und Ulrike Licht produzierte TV-Jugendmagazin Feuerreiter, welches erst im ORB und anschließend im Ersten ausgestrahlt wurde.
1991 begann Marusha mit der Produktion eigener Musikstücke. Der große Durchbruch gelang ihr 1994 mit dem Titel Somewhere over the Rainbow, einer Coverversion des gleichnamigen Titels aus dem Film-Soundtrack Der Zauberer von Oz aus dem Jahr 1939. Die Single verkaufte sich über 500.000-mal, erreichte Platz 3 der Media-Control-Charts und ebnete damit den Weg für weitere kommerziell erfolgreiche Technostücke. Auch die Nachfolgesingles It Takes Me Away, Raveland und Marushas Debüt-Album Raveland gelangten in die deutschen Charts.
1995 erschien das ebenfalls sehr erfolgreiche Nachfolger-Album Wir, das die Hitsingles Deep, Unique und Secret enthielt. In den folgenden Jahren trat Marusha national und international verstärkt als DJ auf. Erst 1997 erschien mit Ur Life eine neue Single, die vorerst Marushas letzter Hit bleiben sollte. Das 1998er Album No Hide No Run konnte nicht mehr an die Erfolge der früheren Alben anknüpfen. Die Singleauskopplungen Free Love und My Best Friend konnten sich in den Charts ebenfalls nicht mehr so hoch platzieren wie frühere Produktionen. Das lag unter anderem daran, dass sich die Technomusik in den späten 1990er Jahren stark gewandelt hatte und echte Rave-Tracks nicht mehr gefragt waren. Obwohl das neue Album sich den neuen Strukturen des Techno angepasst hatte, war ihm kein großer Erfolg beschieden.
1998 spielte Marusha in dem Film Planet Alex die Asiatin Asaki. Um der Rolle gerecht zu werden, färbte sie sich die Haare schwarz und verzichtete auch auf ihr Markenzeichen, die grün gefärbten Augenbrauen.
Nach einer längeren Pause, in der sich Marusha auch unter anderem an Drum and Bass (Maru) versuchte, kam 2002 ein Mixalbum mit dem Titel Nonstop heraus, das aus einer Compilationreihe stammt. In diesem Jahr lief ihr Vertrag mit Low Spirit aus und Marusha gründete ihr eigenes Label Ping Pong Productions, bei dem sie von nun an ihre Tracks herausbrachte. 2003 konnte die Single Snow in July wieder die Charts erreichen. Im Jahr 2004 brachte Marusha das Album Offbeat auf den Markt, das neben klassischen Ravetracks auch Breakbeat- und Downtempo-Stücke enthielt.
2005 wurde sie Mutter eines Jungen, aus diesem Grund unterbrach sie für ein halbes Jahr die Moderation ihrer wöchentlichen Sendung Rave Satellite auf Fritz – die Sendung wurde während dieser Zeit von der Fritz-Mitarbeiterin Gesine Kühne moderiert. Am 19. November 2005 nahm sie die Moderation ihrer Sendung wieder auf.
Mitte August 2007 entschied der Rundfunk Berlin-Brandenburg, zur Verjüngung des Moderatorenstamms viele langjährige Moderatoren zum Jahresende zu entlassen – darunter auch Marusha. Als Antwort auf diese Entscheidung moderierte Marusha bereits am 25. August 2007 das letzte Mal ihre Sendung, die daraufhin nach fast 17 Jahren eingestellt wurde. Rave Satellite lief auf Fritz immer samstags von 20 bis 22 Uhr und war deshalb viele Jahre lang die einzige Sendung des Senders, die fast immer voraufgezeichnet werden musste (aufgrund vieler Auftritte Marushas im Ausland, insbesondere am Wochenende).
Im Sommer 2007 war Marusha Jurymitglied bei Popstars on Stage auf ProSieben. Am 16. November 2007 erschien ihr Album Heat. Am 26. September 2010 war Marusha auf VOX in der Sendung Das perfekte Promi-Dinner zu sehen.
2011 protestierte sie gegen Angela Merkels Empfang von Papst Benedikt XVI. und die kirchlichen Dogmen zur Homosexualität und Familienplanung.
Am 30. April 2011 war Marusha unter den Künstlern, die in den Dortmunder Westfalenhallen vor 27.000 Zuschauern das 20-jährige Jubiläum der Mayday begingen. Ein weiteres Mal trat sie am 21. Juli 2012 vor mehr als 20.000 Besuchern beim von Kaiser’s Tengelmann veranstalteten dritten A&P Berlin Summer Rave auf dem Tempelhofer Feld auf, zu Gast waren auch WestBam und Moguai. Am 5. September 2012 hielt Marusha am Eröffnungstag der dritten Berlin Music Week im Spreespeicher einen Vortrag zum Thema „The Gentrification of Sub-Culture“. Mit 6000 Besuchern ausverkauft war der 30. Alpha-Rave am 1. November 2014 in der Schweriner Sport- und Kongresshalle, unter dem Motto „Retro Revival Rave“ trafen unter Anderen Marusha, WestBam, Mark ’Oh, DJ Quicksilver und Brooklyn Bounce zusammen.
In der 16. Folge des Neo Magazin hatte Marusha 2014 einen Gastauftritt in der Spezialausgabe von Prism is a Dancer.
Im März 2023 veröffentlichte sie das Lied mental safehouse.
Marusha ist vom evangelischen zum griechisch-orthodoxen Glauben konvertiert.

## Diskografie

### Studioalben
| Jahr | Titel          | Höchstplatzierung, Gesamtwochen, AuszeichnungChartplatzierungen (Jahr, Titel, Platzierungen, Wochen, Auszeichnungen, Anmerkungen) | Höchstplatzierung, Gesamtwochen, AuszeichnungChartplatzierungen (Jahr, Titel, Platzierungen, Wochen, Auszeichnungen, Anmerkungen) | Höchstplatzierung, Gesamtwochen, AuszeichnungChartplatzierungen (Jahr, Titel, Platzierungen, Wochen, Auszeichnungen, Anmerkungen) | Anmerkungen                             |
| Jahr | Titel          | DE | AT | CH | Anmerkungen                             |
| ---- | -------------- | --- | --- | --- | --------------------------------------- |
| 1994 | Raveland       | DE4 (24 Wo.)DE | AT31 (6 Wo.)AT | CH15 (15 Wo.)CH | Erstveröffentlichung: 6. Juni 1994      |
| 1995 | Wir            | DE81 (8 Wo.)DE | — | — | Erstveröffentlichung: 13. November 1995 |
| 1998 | No Hide No Run | DE94 (1 Wo.)DE | — | — | Erstveröffentlichung: 7 April 1998      |
| 2004 | Offbeat        | — | — | — | Erstveröffentlichung: 5. April          |
| 2007 | Heat           | — | — | — | Erstveröffentlichung: 16. November 2007 |
| 2012 | Club Arrest    | — | — | — | Erstveröffentlichung: 20. Juli 2012     |
| 2018 | Rave Satellite | — | — | — | Erstveröffentlichung: 13. April 2018    |

### Singles
| Jahr | Titel Album                         | Höchstplatzierung, Gesamtwochen, AuszeichnungChartplatzierungen (Jahr, Titel, Album, Platzierungen, Wochen, Auszeichnungen, Anmerkungen) | Höchstplatzierung, Gesamtwochen, AuszeichnungChartplatzierungen (Jahr, Titel, Album, Platzierungen, Wochen, Auszeichnungen, Anmerkungen) | Höchstplatzierung, Gesamtwochen, AuszeichnungChartplatzierungen (Jahr, Titel, Album, Platzierungen, Wochen, Auszeichnungen, Anmerkungen) | Höchstplatzierung, Gesamtwochen, AuszeichnungChartplatzierungen (Jahr, Titel, Album, Platzierungen, Wochen, Auszeichnungen, Anmerkungen) | Anmerkungen                                           |
| Jahr | Titel Album                         | DE | AT | CH | UK | Anmerkungen                                           |
| ---- | ----------------------------------- | --- | --- | --- | --- | ----------------------------------------------------- |
| 1994 | Somewhere over the Rainbow Raveland | DE3 Platin · (30 Wo.)DE | AT13 (8 Wo.)AT | CH2 (23 Wo.)CH | — | Erstveröffentlichung: Januar 1994 Verkäufe: + 500.000 |
| 1994 | It Takes Me Away Raveland           | DE3 (16 Wo.)DE | AT21 (8 Wo.)AT | CH18 (13 Wo.)CH | UK96 (1 Wo.)UK | Erstveröffentlichung: Mai 1994                        |
| 1994 | Trip to Raveland –                  | DE29 (15 Wo.)DE | — | CH34 (9 Wo.)CH | — | Erstveröffentlichung: Oktober 1994                    |
| 1995 | Deep Wir                            | DE11 (14 Wo.)DE | AT26 (8 Wo.)AT | CH20 (11 Wo.)CH | — | Erstveröffentlichung: Juni 1995                       |
| 1995 | Unique Wir                          | DE35 (10 Wo.)DE | AT38 (2 Wo.)AT | — | — | Erstveröffentlichung: Oktober 1995                    |
| 1996 | Secret Wir                          | DE92 (1 Wo.)DE | — | — | — | Erstveröffentlichung: März 1996                       |
| 1997 | Ur Life No Hide No Run              | DE34 (11 Wo.)DE | — | — | — | Erstveröffentlichung: Februar 1997                    |
| 1997 | My Best Friend No Hide No Run       | DE73 (5 Wo.)DE | — | — | — | Erstveröffentlichung: August 1997                     |
| 1998 | Free Love No Hide No Run            | DE97 (1 Wo.)DE | — | — | — | Erstveröffentlichung: März 1998                       |
| 1998 | Ultimate Sound –                    | DE70 (1 Wo.)DE | — | — | — | Erstveröffentlichung: November 1998                   |
| 2007 | Kick It Heat                        | DE70 (3 Wo.)DE | — | — | — | Erstveröffentlichung: 26. Oktober 2007                |

Weitere Singles
- 1992: The Mayday Anthem (WestBam feat. Marusha)
- 1992: Ravechannel
- 1993: Whatever Turns You On
- 1993: Go Ahead
- 1996: Violet
- 1996: Everybody (Promo)
- 1997: My Best Friend
- 1998: Ultimate Sound
- 2000: Jumpstart
- 2000: Jet (als Maru)
- 2002: Chimes / Touch Base (als Maru)
- 2002: Snow in July
- 2003: Cha Cha Maharadsha
- 2012: Summertime  (mit Tom Wax)

### Remixe (Auswahl)
- 1995: Suspicious – Lovewaves
- 1995: Yves Deruyter – Outsiders
- 1995: Tom Novy – I House U
- 1998: Bee Gees – World
- 2001: Söhne Mannheims – Dein Glück liegt mir am Herzen
- 2002: DJ Emerson – Viper Jive
- 2008: Simon Stockhausen – Taipei Temple

### DJ-Mixes
- 2002: Nonstop

## Auszeichnungen
- 1994: Bravo Otto in Gold in der Kategorie „Rap & Techno“
- 1995: Comet als „Bester Techno Act“
- 1995: Echo als „Beste Künstler/-in national“